# Otto I (książę Lüneburga-Harburga)
Otto I (ur. 24 sierpnia 1495, zm. 11 sierpnia 1549) – książę Lüneburga (Celle) od 1522 do 1527 r., książę książę Lüneburga-Harburga od 1527 r., z dynastii Welfów.

## Życiorys
Otto był najstarszym synem księcia lüneburskiego Henryka II Średniego oraz Małgorzaty, córki elektora saskiego Ernesta. Po ucieczce ojca do Francji w 1520 r. wraz z młodszym bratem Ernestem I Wyznawcą wspólnie objęli rządy w księstwie lüneburskim. Sprzyjali reformacji, przez co katolicka opozycja w księstwie próbowała doprowadzić do powrotu ich ojca na tron. W 1527 r. dokonali podziału ojcowizny: Ernest zatrzymał część księstwa z Celle, podczas gdy Otto otrzymał część z Harburgiem. W 1539 r. kolejny z braci, najmłodszy z nich Franciszek otrzymał w udziale część księstwa z miastem Gifhorn. Otto zapoczątkował wygasłą w 1642 r. linię książąt lüneburskich na Harburgu.

## Potomkowie
Otto był żonaty z Metą z Campe. Z małżeństwa tego pochodziło siedmioro dzieci, w większości zmarłych w dzieciństwie:
- Anna (ur. 1526, zm. 1527),
- Otto (ur. i zm. 1527),
- Ernest (ur. 1527, zm. 1540),
- Otto II (ur. 1528, zm. 1603) – następca Ottona I w Harburgu,
- Fryderyk (ur. 1530, zm. 1533),
- Małgorzata (ur. 1532, zm. 1539),
- Zuzanna (ur. 1536, zm. 1581).